# H (hitomiのアルバム)
『h』（エイチ）は、日本の女性歌手hitomiのベスト・アルバムである。1999年2月24日にavex traxよりリリースされた。

## 解説
- 初のベスト・アルバム。小室哲哉プロデュース時代のスマッシュヒットと離脱後の3枚のシングルでこれまでの活動に一区切りを付けた作品。
- 初回限定盤と通常盤でジャケットが異なり、初回限定盤はデジパック仕様である。
- 全曲にリマスタリング音源が施されており、音質が向上している。
- 『by myself』以来のオリコン1位を獲得した。

## 収録曲
1. CANDY GIRL
作詞：hitomi、作曲：Tetsuya Komuro、編曲：Tetsuya Komuro and Cozy Kubo
3rdシングル。コダック「スナップキッズ」CFソング。
シングルバージョンはアルバム初収録。
2. WE ARE "LONELY GIRL"
作詞：hitomi、作曲：Tetsuya Komuro、編曲：Cozy Kubo
2ndシングル。NTTドコモ「ベルミー」CFソング。
シングルバージョンはアルバム初収録。
3. PRETTY EYES
作詞：hitomi、作曲：Tetsuya Komuro、編曲：Tetsuya Komuro and Cozy Kubo
10thシングル。三貴「銀座ジュエリーマキ」CFソング。
4. Sexy
作詞：hitomi、作曲・編曲：Tetsuya Komuro
5thシングル。東京ビューティセンターCFソング。
シングルバージョンはアルバム初収録。
5. In the future
作詞：hitomi and Tetsuya Komuro、作曲・編曲：Tetsuya Komuro
作詞は小室哲哉と共作
6thシングル。 明治製菓「アメリカンチップス」CFソング。
シングルバージョンはアルバム初収録。
6. Progress
作詞：hitomi、作曲：hitomi and Ryo Yoshimata、編曲：Ryo Yoshimata
12thシングル、アルバム初収録。
7. by myself
作詞：hitomi、作曲・編曲：Tetsuya Komuro
7thシングル。関西テレビドラマ『もう我慢できない!』挿入歌。
シングルバージョンはアルバム初収録。
8. Let's Play Winter
作詞：hitomi、作曲：Tetsuya Komuro、編曲：Tetsuya Komuro and Cozy Kubo
1stシングル。
シングルバージョンはアルバム初収録。
9. GO TO THE TOP
作詞：hitomi、作曲：Tetsuya Komuro、編曲：Tetsuya Komuro and Cozy Kubo
4thシングル。テレビ朝日系ドラマ「カケオチのススメ」主題歌。
シングルバージョンはアルバム初収録。
10. 空
作詞・作曲：hitomi、編曲：Cozy Kubo
11thシングル、アルバム初収録。ポッカ「レモンの雫」CFソング。
11. problem
作詞：hitomi、作曲・編曲：Tetsuya Komuro
9thシングル。資生堂コスメニティ ヘアマニキュアジェル CFソング。
シングルバージョンはアルバム初収録。
12. BUSY NOW
作詞：hitomi and Takahiro Maeda、作曲・編曲：Cozy Kubo
8thシングル。ダイハツ工業「テリオス」CFソング。
シングルバージョンはアルバム初収録。
13. Flowers for Life
作詞・作曲：hitomi、編曲：Ryo Yoshimata
12thシングル「Progress」のカップリング、アルバム初収録。
14. Someday
作詞：hitomi、作曲・編曲：Zentaroh Watanabe
13thシングル、アルバム初収録。花王「AUBE」CFソング。